# Ла-Рок-Сент-Маргерит
Ла-Рок-Сент-Маргери́т (фр. La Roque-Sainte-Marguerite, окс. La Ròca) — коммуна во Франции, находится в регионе Окситания. Департамент — Аверон. Входит в состав кантона Пейрело. Округ коммуны — Мийо.
Код INSEE коммуны — 12204.
Коммуна расположена приблизительно в 530 км к югу от Парижа, в 155 км восточнее Тулузы, в 60 км к юго-востоку от Родеза.

## Население
Население коммуны на 2008 год составляло 198 человек.
| 1962 | 1968 | 1975 | 1982 | 1990 | 1999 | 2008 |
| ---- | ---- | ---- | ---- | ---- | ---- | ---- |
| 73   | 142  | 158  | 145  | 144  | 172  | 198  |

## Экономика
В 2007 году среди 132 человек в трудоспособном возрасте (15—64 лет) 97 были экономически активными, 35 — неактивными (показатель активности — 73,5 %, в 1999 году было 75,7 %). Из 97 активных работали 86 человек (45 мужчин и 41 женщина), безработных было 11 (4 мужчины и 7 женщин). Среди 35 неактивных 7 человек были учениками или студентами, 19 — пенсионерами, 9 были неактивными по другим причинам.

## Достопримечательности
- Средневековая церковь Нотр-Дам-де-Трей. Памятник истории с 1927 года[3]

## Фотогалерея

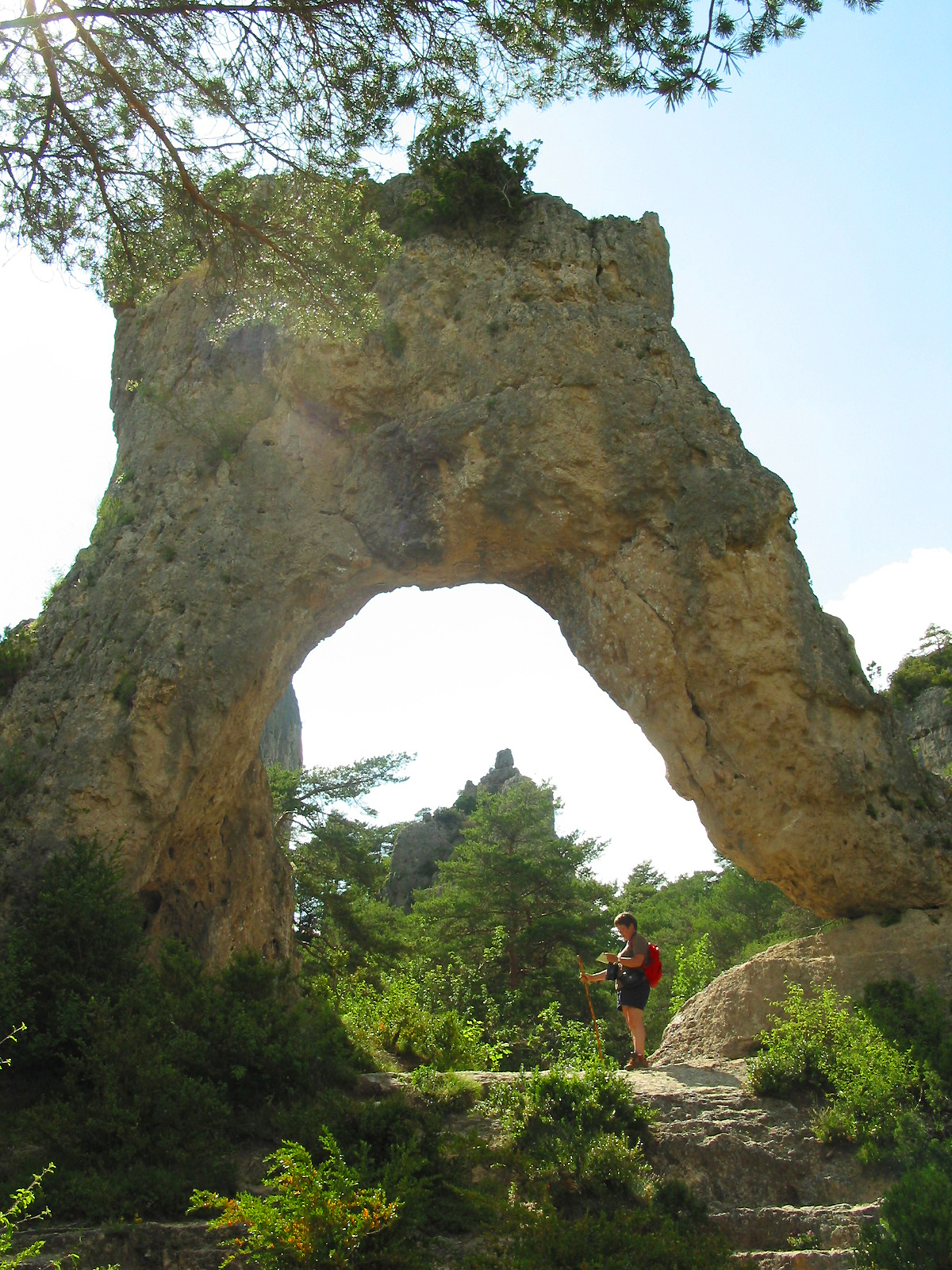
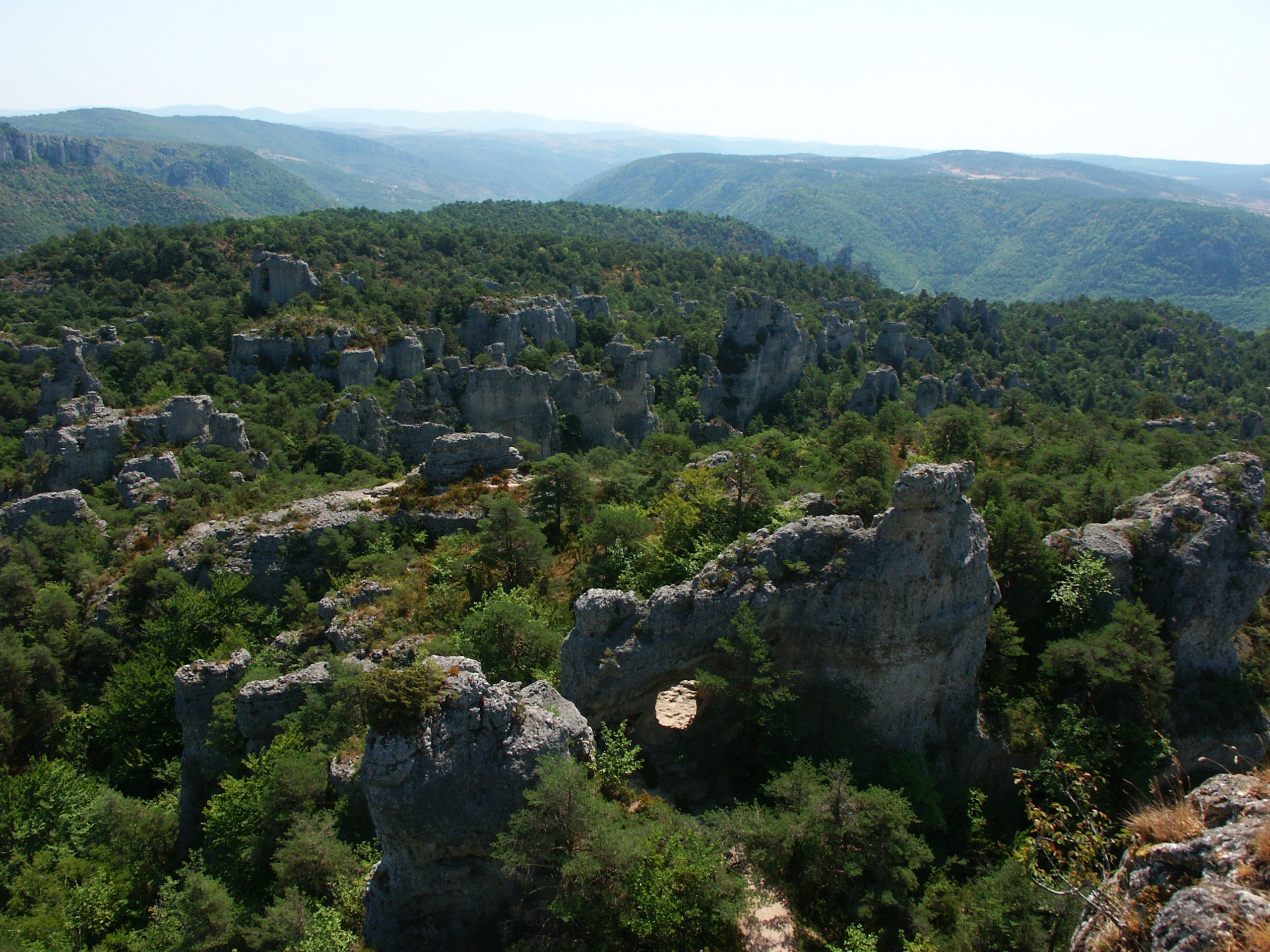
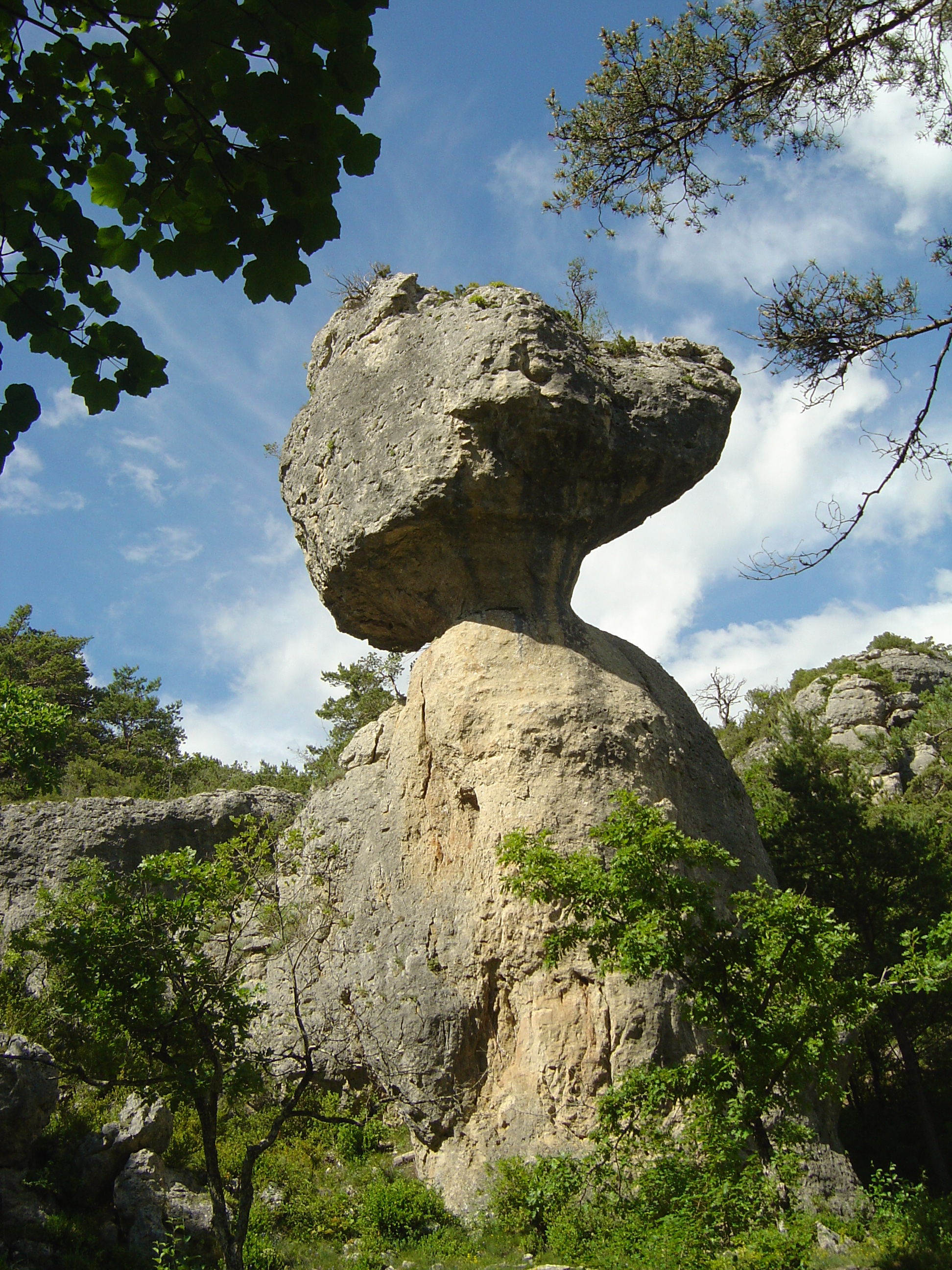
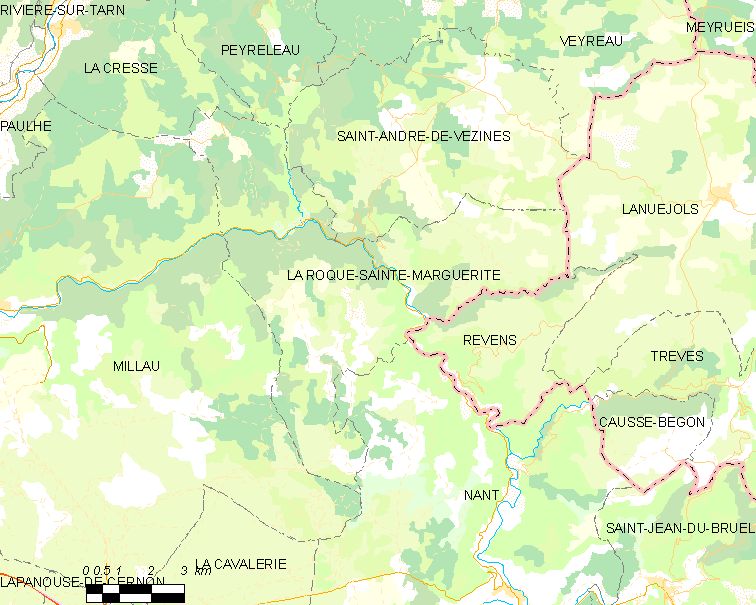
Карта коммуны